# Buddelundiella caprae
Buddelundiella caprae är en kräftdjursart som beskrevs av Alessandro Brian 1954. Buddelundiella caprae ingår i släktet Buddelundiella och familjen Buddelundiellidae. Inga underarter finns listade i Catalogue of Life.